# 尼克·加利斯

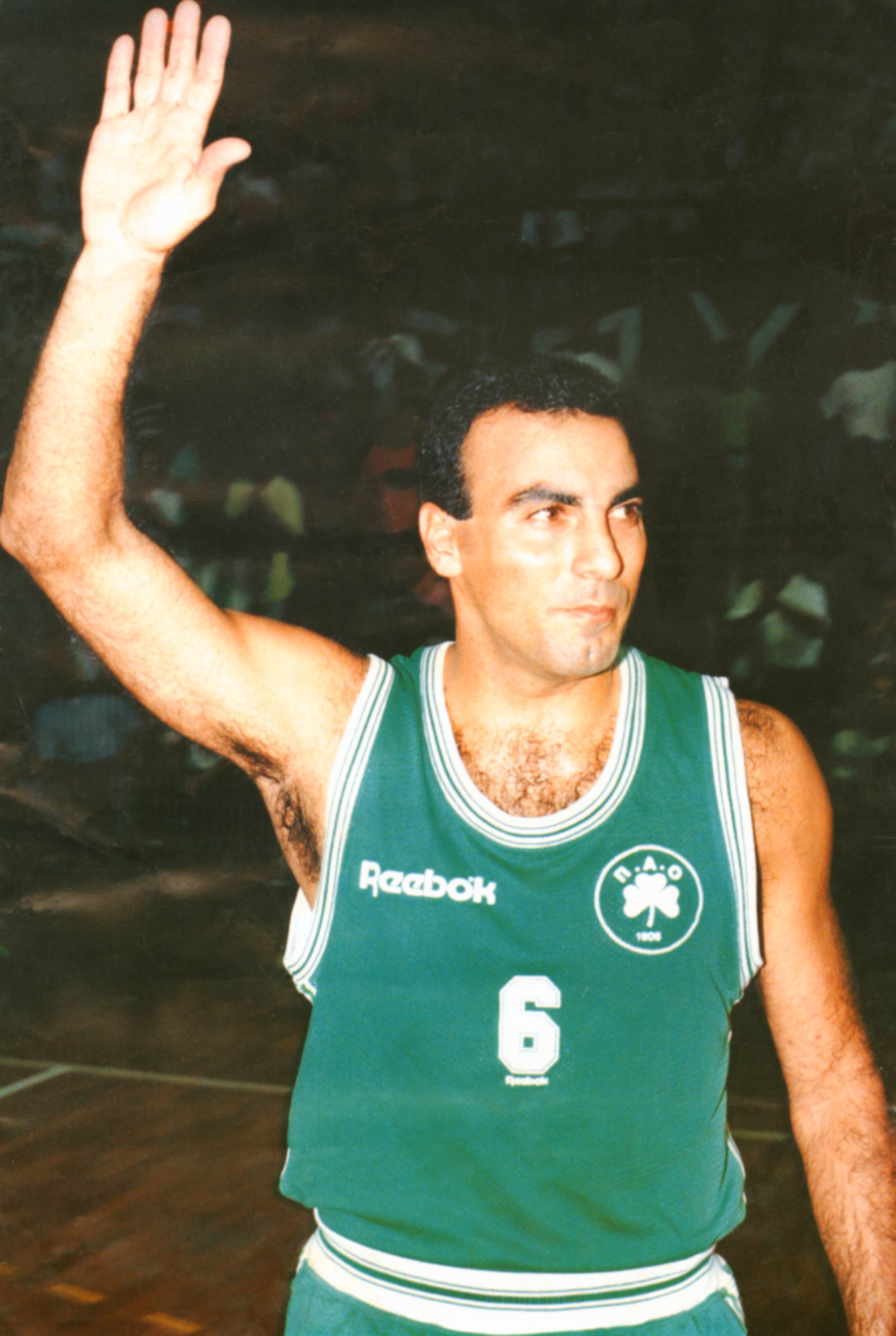
尼克·加利斯

尼克·加利斯（英語：Nick Galis，1957年7月23日—），出生于美国新泽西友聯市，希腊裔美國前职业篮球运动员，被尊为欧洲最伟大的篮球运动员之一，是1987年欧洲篮球锦标赛中带领希腊队夺得历史上第一座欧洲冠军奖杯，加利斯自己也荣获那届赛事的最有价值球员。